# La Salle (division sénatoriale canadienne)
Pour les articles homonymes, voir La Salle.
Division du Sénat du Canada
La Salle est une division sénatoriale du Canada.

## Description
Son territoire correspond approximativement à l'ouest de la ville de Québec et à la région de Portneuf. Il s'étire au nord jusqu'à La Tuque.

## Liste des sénateurs
| Mandat | Mandat                                                           | Sénateur                    | Parti                     | Nommé par           |
| ------ | ---------------------------------------------------------------- | --------------------------- | ------------------------- | ------------------- |
|        | 23 octobre 1867 - 7 janvier 1871                                 | Antoine Juchereau Duchesnay | Conservateur              | Proclamation royale |
|        | 10 février 1872 - 26 mars 1874                                   | Louis Panet                 | Conservateur              | Macdonald           |
|        | 27 mars 1874 - 4 février 1875                                    | Charles-Eugène Panet        | Libéral                   | Mackenzie           |
|        | 5 février 1875 - 12 juillet 1882                                 | Hector Fabre                | Nationaliste              | Mackenzie           |
|        | 13 février 1883 - 21 juin 1898                                   | Pierre Antoine Deblois      | Conservateur              | Macdonald           |
|        | 27 juin 1898 - 29 mars 1901                                      | Joseph Arthur Paquet        | Libéral                   | Laurier             |
|        | 4 avril 1901 - 1er avril 1923                                    | Joseph Godbout              | Libéral                   | Laurier             |
|        | 5 septembre 1925 - 23 janvier 1933                               | Jacques Bureau              | Libéral                   | King                |
|        | 30 décembre 1933 - 29 mai 1951                                   | Lucien Moraud               | Conservateur              | Bennett             |
|        | 4 octobre 1957 - 12 octobre 1963                                 | Mark Robert Drouin          | Progressiste-conservateur | Diefenbaker         |
|        | 3 février 1964 - 4 septembre 1991                                | Azellus Denis               | Libéral                   | Pearson             |
|        | 26 mai 1993 - 30 novembre 2009                                   | Marcel Prud'homme           | Indépendant               | Mulroney            |
|        | 29 janvier 2010 - 12 février 2024 (date de retraite obligatoire) | Pierre-Hugues Boisvenu      | Conservateur              | Harper              |